# کاروانسرای کرمانشاهان
کاروانسرای کرمانشاهان مربوط به دوره صفوی - دوره قاجار است و در جاده یزدبه کرمان، روبروی مسجدابوالفضل واقع شده و این اثر در تاریخ ۱۹ مهر ۱۳۷۸ با شمارهٔ ثبت ۲۴۶۸ به‌عنوان یکی از آثار ملی ایران به ثبت رسیده است.